# 敌百虫
敌百虫（英語：trichlorfon，也称为美曲磷酯，Metrifonate）是一种有机磷酸酯杀虫剂和乙酰胆碱酯酶抑制剂，是一种前体药物，可在非酶促情况下转化为敌敌畏，
可用于治疗血吸虫病，但没有商业化应用，也有提议用于治疗阿茲海默症，但并未通过。